# Manuel de Bragança (1640)
D. Manuel de Bragança (Vila Viçosa, 6 de setembro de 1640 - Vila Viçosa, 6 de setembro de 1640), foi o quinto filho do Rei João IV de Portugal e de Luísa de Gusmão.

## Biografia
Nasceu no Paço Ducal de Vila Viçosa, na mesma vila, a 6 de setembro de 1640, sendo o seu pai, à data, ainda João II, 8.º Duque de Bragança.

Faleceu no mesmo dia e local, sendo sepultado no Panteão dos Duques de Bragança, no Convento dos Agostinhos, em Vila Viçosa. Por ter falecido antes do seu pai ter ascendido ao trono português, não usufruiu do título de Infante de Portugal.